# Abel·línum
Abel·línum era una ciutat dels hirpins, situada a la vall superior del Sabatus, prop de la frontera de Campània.
Plini el Vell l'incloïa a la Campània, ja que l'enumera entre les ciutats de la primera regió d'August, però Claudi Ptolemeu la comptava entre les ciutats dels hirpins. La Tabula Peutingeriana la situa a la via que anava de Benevent a Salern, a unes setze milles romanes d'aquella ciutat. No es menciona durant l'època anterior a la conquesta romana, i sembla que va ser un lloc important durant l'Imperi. Hi va haver una colònia romana en un moment desconegut. Plini l'anomena només un oppidum, però segons el Liber de Coloniis de Sext Juli Frontí, sembla que devia rebre una colònia probablement durant el Segon Triumvirat. Per diverses inscripcions d'època imperial se sap que va continuar amb aquest rang fins a un període tardà. Les inscripcions esmenten nombrosos magistrats locals, i demostren que devia ser un lloc de considerable riquesa i importància, almenys fins a l'època de Valentinià.
L'antiga ciutat va ser destruïda durant les Guerres romano-longobardes, i els habitants es van establir a l'actual Avellino, que n'ha conservat el nom. Les ruïnes d'Abel·línum encara són visibles a uns dos km. de la ciutat moderna, prop del poble d'Atripaldi, i a la vora del riu Sabatus. Queden alguns vestigis d'un amfiteatre, i porcions de la muralla de la ciutat. També s'han descobert un gran nombre d'inscripcions, baixos relleus, altars i restes menors.